# Command Performance
Command Performance est un film américain pré-Code réalisé par Walter Lang, sorti en 1931.

## Synopsis
Un acteur, sosie d'un prince, est engagé pour faire la cour à une princesse, afin de consolider un mariage royal et d'arrêter une guerre.

## Fiche technique
- Réalisation : Walter Lang
- Scénario : Stafford Dickens d'après la pièce de théâtre Command Performance[2]
- Producteur : Samuel Zierler
- Photographie : Charles Schoenbaum
- Production : Tiffany Pictures
- Date de sortie : 19 janvier 1931
- Durée : 60 minutes

## Distribution
- Neil Hamilton : Peter Fedor/Prince Alexis
- Una Merkel : Princesse Katerina
- Helen Ware : Queen Elinor
- Albert Gran : King Nicholas
- Lawrence Grant : Conte Vellenburg
- Thelma Todd : Lydia
- Vera Lewis : Queen Elizabeth
- Mischa Auer : Duke Charles
- Burr McIntosh : Masoch
- Wilhelm von Brincken : Capt. Boyer
- Murdock MacQuarrie : Blondel